# Сантьяго Аскасібар
Сантья́го Аскасіба́р (ісп. Santiago Ascacibar, нар. 25 лютого 1997, Ла-Плата) — аргентинський футболіст, півзахисник клубу «Естудьянтес».
Виступав, зокрема, за олімпійську збірну Аргентини.

## Клубна кар'єра
У дорослому футболі дебютував 2016 року виступами за команду клубу «Естудьянтес», кольори якої захищає й донині.

## Виступи за збірну
2016 року захищав кольори олімпійської збірної Аргентини. У складі цієї команди провів 3 матчі. У складі збірної — учасник футбольного турніру на Олімпійських іграх 2016 року у Ріо-де-Жанейро.
З 2017 року залучається до складу молодіжної збірної Аргентини. На молодіжному рівні зіграв у 8 офіційних матчах.
| Дата       | Місто        | Господарі | Результат | Гості     | Турнір           | Голи | Примітки |
| ---------- | ------------ | --------- | --------- | --------- | ---------------- | ---- | -------- |
| 07-09-2018 | Лос-Анджелес | Аргентина | 3 – 0     | Гватемала | товариський матч | -    | 46'      |
| 11-10-2018 | Ер-Ріяд      | Ірак      | 0 – 4     | Аргентина | товариський матч | -    | 46'      |
| 20-11-2018 | Мендоса      | Аргентина | 2 – 0     | Мексика   | товариський матч | -    | 35' 55'  |
| Усього     |              | Матчів    | 3         |           | Голів            | 0    |          |

## Досягнення
- Володар Кубка Аргентини: 2023